# سرعت شعاعی

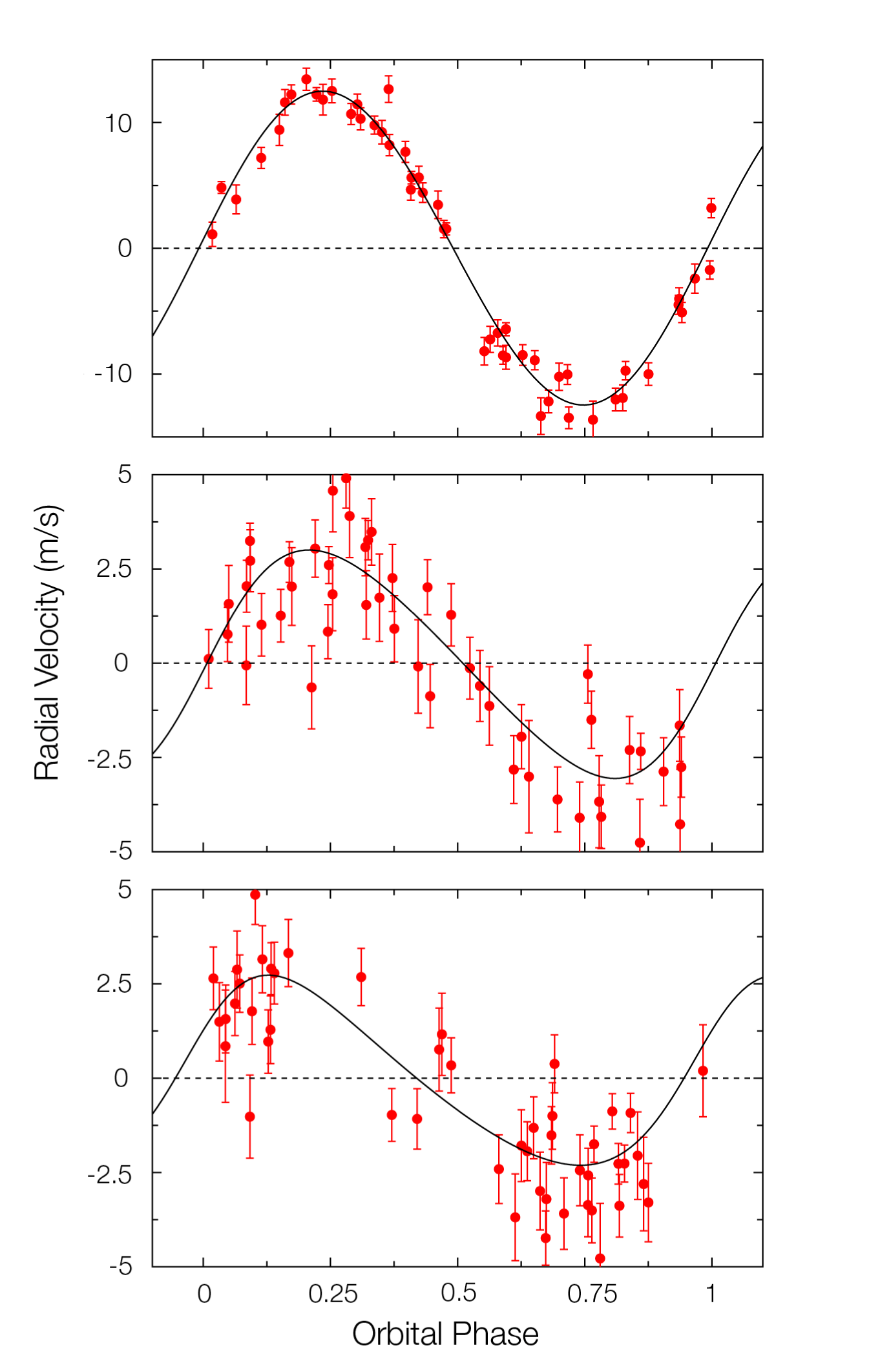
نمودار اندازه‌گیری‌ سرعت شعاعی «گلیز ۵۸۱»، که حضور ۳سیاره را در اطراف این ستاره نشان می‌دهد.

سرعت شعاعی (به انگلیسی: Radial velocity) به‌نرخ تغییر فاصلهٔ یک‌جسم از ناظر گفته می‌شود. هرچه سرعت شعاعی قدر مطلق بیشتری داشته باشد، اثر دوپلر آن نیز شدیدتر خواهد بود.